# Heckman-Korrektur
Die Heckman-Korrektur ist eine statistische Technik, um den Auswahleffekt von nicht zufällig ausgewählten Proben zu korrigieren.
Konzeptionell wird dies erreicht durch die Modellierung von den individuellen Wahrscheinlichkeiten jeder Beobachtung (die sogenannte Selektionsgleichung) zusammen mit den Bedingungen für die abhängige Variable (die sogenannte Resultatsgleichung). Die resultierende Wahrscheinlichkeitsfunktion ist mathematisch ähnlich dem Tobit-Modell für zensierte abhängige Variablen. James Heckman erkannte 1974 als erster diesen Zusammenhang und entwickelte eine Zwei-Schritt-Modell-Kontrollfunktion zur Modellschätzung. Damit senkte er den Rechnungsaufwand, um beide Gleichungen zu berechnen, wenn auch auf Kosten der Effizienz. Im Jahr 2000 erhielt Heckmann für seine Arbeiten den Nobelpreis für Wirtschaftswissenschaften.